# Verenigde Arabische Emiraten op de Olympische Zomerspelen 2012
De Verenigde Arabische Emiraten namen deel aan de Olympische Zomerspelen 2012 in Londen, Verenigd Koninkrijk.

## Deelnemers en resultaten
(m) = mannen, (v) = vrouwen

### Atletiek
| Olympiër               | Onderdeel              | Resultaat | Prestatie                           |
| ---------------------- | ---------------------- | --------- | ----------------------------------- |
| Mohammad Abbas Darwish | hink-stap-springen (m) | 24e       | kwalificatie: 16,06 m (13e groep B) |
|                        |                        |           |                                     |
| Betlhem Desalegn       | 1500 m (v)             | series    | serie 3: 4.14,07 (14e)              |

### Gewichtheffen
| Olympiër         | Onderdeel                      | Resultaat | Prestatie                                      |
| ---------------- | ------------------------------ | --------- | ---------------------------------------------- |
| Khadija Mohammad | superzwaargewicht (-75 kg) (v) | 12e       | totaal: 113 kg (trekken: 51 kg; stoten: 62 kg) |

### Judo
| Olympiër        | Onderdeel                     | Resultaat | Prestatie                         |
| --------------- | ----------------------------- | --------- | --------------------------------- |
| Humaid Al Derei | halflichtgewicht (-66 kg) (m) | 1/16F     | 1/16F: verloor van EGY Ahmed Awad |

### Schietsport
| Olympiër         | Onderdeel      | Resultaat | Prestatie  |
| ---------------- | -------------- | --------- | ---------- |
| Saeed Al-Maktoum | skeet (m)      | 13e       | 118 punten |
| Dhaher Al-Aryani | trap (m)       | 32e       | 107 punten |
| Juma Al-Maktoum  | dubbeltrap (m) | 13e       | 133 punten |

### Voetbal
| Olympiër | Onderdeel | Resultaat  | Prestatie                                                            |
| --- | --------- | ---------- | -------------------------------------------------------------------- |
| Ismail Al Hammadi Hamdan Al Kamali Amer Abdulrahman Omar Abdulrahman Mohamed Ahmed Ali Alamri Ahmed Ali Rashed Eisa Khamis Esmaeel Habib Fardan Mohamed Fawzi Abdulaziz Hussain Ahmed Khalil Ali Khasif Ismail Matar Saad Surour Abdelaziz Sanqour | mannen    | groepsfase | groep A: 4e UAE 1-2 Uruguay UAE 1-3 Groot-Brittannië UAE 1-1 Senegal |

### Zwemmen
| Olympiër          | Onderdeel            | Resultaat | Prestatie                       |
| ----------------- | -------------------- | --------- | ------------------------------- |
| Mubarak Al Besher | 100 m schoolslag (m) | series    | serie 1: 1.05,26 (2e; 42e tijd) |

Afghanistan · Albanië · Algerije · Amerikaanse Maagdeneilanden · Amerikaans-Samoa · Andorra · Angola · Antigua en Barbuda · Argentinië · Armenië · Aruba · Australië · Azerbeidzjan · Bahama's · Bahrein · Bangladesh · Barbados · België · Belize · Benin · Bermuda · Bhutan · Bolivia · Bosnië en Herzegovina · Botswana · Brazilië · Britse Maagdeneilanden · Brunei · Bulgarije · Burkina Faso · Burundi · Cambodja · Canada · Centraal-Afrikaanse Republiek · Chili · China · Chinees Taipei · Colombia · Comoren · Congo-Brazzaville · Congo-Kinshasa · Cookeilanden · Costa Rica · Cuba · Cyprus · Denemarken · Djibouti · Dominica · Dominicaanse Republiek · Duitsland · Ecuador · Egypte · El Salvador · Equatoriaal-Guinea · Eritrea · Estland · Ethiopië · Fiji · Filipijnen · Finland · Frankrijk · Gabon · Gambia · Georgië · Ghana · Grenada · Griekenland · Groot-Brittannië · Guam · Guatemala · Guinee · Guinee‑Bissau · Guyana · Haïti · Honduras · Hongarije · Hongkong · Ierland · IJsland · India · Indonesië · Irak · Iran · Israël · Italië · Ivoorkust · Jamaica · Japan · Jemen · Jordanië · Kaaimaneilanden · Kaapverdië · Kameroen · Kazachstan · Kenia · Kirgizië · Kiribati · Koeweit · Kroatië · Laos · Lesotho · Letland · Libanon · Liberia · Libië · Liechtenstein · Litouwen · Luxemburg · Macedonië · Madagaskar · Malawi · Maldiven · Maleisië · Mali · Malta · Marshalleilanden · Marokko · Mauritanië · Mauritius · Mexico · Micronesië · Moldavië · Monaco · Mongolië · Montenegro · Mozambique · Myanmar · Namibië · Nauru · Nederland · Nepal · Nicaragua · Nieuw-Zeeland · Niger · Nigeria · Noord-Korea · Noorwegen · Oeganda · Oekraïne · Oezbekistan · Oman · Oostenrijk · Oost-Timor · Pakistan · Palau · Palestina · Panama · Papoea-Nieuw-Guinea · Paraguay · Peru · Polen · Portugal · Puerto Rico · Qatar · Roemenië · Rusland · Rwanda · Saint Kitts en Nevis · Saint Lucia · Saint Vincent en Grenadines · Salomonseilanden · Samoa · San Marino · Sao Tomé en Principe · Saoedi-Arabië · Senegal · Servië · Seychellen · Sierra Leone · Singapore · Slovenië · Slowakije · Soedan · Somalië · Spanje · Sri Lanka · Suriname · Swaziland · Syrië · Tadzjikistan · Tanzania · Thailand · Togo · Tonga · Trinidad en Tobago · Tsjaad · Tsjechië · Tunesië · Turkije · Turkmenistan · Tuvalu · Uruguay · Vanuatu · Venezuela · Verenigde Arabische Emiraten · Verenigde Staten · Vietnam · Wit-Rusland · Zambia · Zimbabwe · Zuid-Afrika · Zuid-Korea · Zweden · Zwitserland · Onafhankelijke atleten